# Коронація слова — 2013
Конкурс «Коронація слова — 2013»

Логотип конкурсу

2013 року на Міжнародний літературний конкурс романів, п'єс, кіносценаріїв, пісенної лірики та творів для дітей «Коронація слова» надіслали близько шести тисяч рукописів.

## Церемонія
XIII церемонія нагородження переможців конкурсу відбулася 13 червня 2013 у Києві.
Церемонія нагородження пройшла з розмахом та відзначилася нововведеннями. В рамках заходу цього року діяла доброчинна миттєва лотерея, подарунки для якої заздалегідь міг надати кожен охочий. У призовому фонді розіграшу: картини, книги, шкатулки, сувеніри від відомих письменників, видавництв, магазинів, сертифікати від салонів краси, тренажерних залів, танцювальних та музичних студій — щось з цього переліку була змога виграти, придбавши попередньо лотерейний квиток за тридцять гривень.
Концертну програму церемонії сформували: народний артист України Анатолій Паламаренко, співачка Ілларія, оркестр «Святограй», Сусанна Карпенко, дитячий фольклорний ансамбль «Райгородок», Андрій Середа, гурт «Кому Вниз», заслужений артист України Тарас Компаніченко, гурт «Хорея Козацька», гурт «Врода», співаки Марія Бурмака, Сестри Тельнюк, Анатолій Матвійчук, Алла Попова, дитяча фольк-студія «Правиця». Завершилося свято танцювальними майстер-класами від Arthur Murray Dance Studio.

## Переможці
| №                        | Відзнака        | Назва твору                                                     | Автор                              | Місто                                   |
| ------------------------ | --------------- | --------------------------------------------------------------- | ---------------------------------- | --------------------------------------- |
| Романи                   |                 |                                                                 |                                    |                                         |
| 1                        | I премія        | Людвисар                                                        | Богдан Коломійчук                  | м. Львів                                |
| 2                        | II премія       | Обліковець                                                      | Марина Троян                       | м. Золотоноша, Черкаська обл.           |
| 3                        | III премія      | Київ-крапка-ua                                                  | Тетяна Белімова                    | м. Київ                                 |
| 4                        | Диплом лауреата | Страшний суд                                                    | Василь Басараба                    | м. Рівне                                |
| 5                        | Диплом лауреата | Із медом полин                                                  | Жанна Куява                        | м. Київ                                 |
| 6                        | Диплом лауреата | Мої Дікамерони                                                  | Юрій Логвин                        | м. Київ                                 |
| 7                        | Диплом лауреата | Ходіння Туди й Назад                                            | Валентина Гальянова                | с. Лука-Мелешківська, Вінницька обл.    |
| 8                        | Диплом лауреата | Гроші, Куба й література…                                       | Олег Галетка                       | м. Кривий Ріг                           |
| 9                        | Диплом лауреата | Час Ліліт                                                       | Сергій Лобода                      | м. Обухів, Київська обл.                |
| 10                       | Диплом лауреата | Заплакана Верона                                                | Павліна Пришлюк                    | м. Львів                                |
| Прозові твори для дітей  |                 |                                                                 |                                    |                                         |
| 1                        | I премія        | Айхо                                                            | Оршуля Фариняк                     | м. Луцьк                                |
| 2                        | Диплом лауреата | Магічне озеро                                                   | Юлія Єфанова                       | м. Київ                                 |
| 3                        | Диплом лауреата | Янголи Києва                                                    | Софія Коврига                      | м. Дніпропетровськ                      |
| 4                        | Диплом лауреата | Слід Сіроманця                                                  | Сергій Кремець                     | с. Софіївська Борщагівка, Київська обл. |
| 5                        | Диплом лауреата | Закляте місто                                                   | Олександр Гаврош                   | м. Ужгород                              |
| Кіносценарії             |                 |                                                                 |                                    |                                         |
| 1                        | I премія        | Юля намалює краще                                               | Олексій Ганзенко                   | с. Владиславка, Київська обл.           |
| 2                        | II премія       | Він. Вона. Львів.                                               | Андрій Тимчишин                    | м. Львів                                |
| 3                        | III премія      | Три людини, два світи                                           | Христина Погоржельська             | м. Львів                                |
| 4                        | Диплом лауреата | Будь моїм татом                                                 | Світлана Лубянська                 | м. Київ                                 |
| 5                        | Диплом лауреата | Ліфт                                                            | Святослав Костюк, Віталій Войцещук | м. Львів                                |
| 6                        | Диплом лауреата | Хазяїн зони «Ч»                                                 | Олександр Есаулов                  | м. Ірпінь, Київська обл.                |
| 7                        | Диплом лауреата | Життя — інше                                                    | Каміла Зореславська                | м. Львів                                |
| Кіносценарії для дітей   |                 |                                                                 |                                    |                                         |
| 1                        | I премія        | Гудзи-Мудзи Королева Країни Загублених Ґудзиків                 | Лана Ра                            | м. Київ                                 |
| 2                        | Диплом лауреата | Шкільна лінійка                                                 | Дмитро Сухолиткий-Собчук           | м. Чернівці                             |
| 3                        | Диплом лауреата | BEST друг                                                       | Володимир Бистрих                  | м. Хмельницький                         |
| 4                        | Диплом лауреата | Три горошини для Котигорошка                                    | Надія Симчич                       | м. Київ                                 |
| 5                        | Диплом лауреата | Дзьобик                                                         | Світлана Лубянська                 | м. Київ                                 |
| П'єси                    |                 |                                                                 |                                    |                                         |
| 1                        | I премія        | Золотий поріг                                                   | Надія Тубальцева                   | м. Дніпропетровськ                      |
| 2                        | II премія       | Каньйон Людей або ж Дворище                                     | Дмитро Єльніков                    | м. Львів                                |
| 3                        | III премія      | Моя Монро                                                       | Віктор Рибачук                     | м. Київ                                 |
| 4                        | Диплом лауреата | Аеробіка для обличчя                                            | Любов Якимчук                      | м. Київ                                 |
| 5                        | Диплом лауреата | Селюки                                                          | Василь Мельник                     | м. Чернівці                             |
| 6                        | Диплом лауреата | Погорілий Театр                                                 | Мирослав Лаюк                      | с. Смодана, Івано-Франківська обл.      |
| П'єси для дітей          |                 |                                                                 |                                    |                                         |
| 1                        | I премія        | Цап-цар                                                         | Володимир Читай                    | м. Львів                                |
| 2                        | Диплом лауреата | Хто така Мокоша?                                                | Ольга Тарасова                     | м. Лозова, Харківська обл.              |
| 3                        | Диплом лауреата | Чотири чарівні перлини                                          | Галина Шулим, Богдан Мельничук     | м. Тернопіль                            |
| 4                        | Диплом лауреата | Скажений Вовк і Мертвий Боцман або Чи стане Ефемерка королевою? | Володимир Шейко                    | м. Київ                                 |
| 5                        | Диплом лауреата | Пісня рідного краю                                              | Алла Бінцаровська                  | м. Тернопіль                            |
| 6                        | Диплом лауреата | Теремок                                                         | Інга Загородня                     | м. Звенигородка, Черкаська обл.         |
| Пісенна лірика           |                 |                                                                 |                                    |                                         |
| 1                        | I премія        | Три сльози — три жарини                                         | Євген Цимбалюк                     | смт. Млинів, Рівненська обл.            |
| 2                        | II премія       | Спалах                                                          | Світлана Дідух-Романенко           | м. Бориспіль, Київська обл.             |
| 3                        | III премія      | Любові не буває забагато                                        | Андрій Павловський                 | м. Київ                                 |
| 4                        | Диплом лауреата | Шоколад                                                         | Тала Пруткова                      | м. Київ                                 |
| 5                        | Диплом лауреата | Дівчина-Царівна                                                 | Євгенія Бондар                     | м. Черкаси                              |
| 6                        | Диплом лауреата | Пластилінова Країна                                             | Наталка Ліщинська                  | м. Львів                                |
| 7                        | Диплом лауреата | Не мені                                                         | Тетяна Череп-Пероганич             | м. Київ                                 |
| Пісенна лірика для дітей |                 |                                                                 |                                    |                                         |
| 1                        | I премія        | Усмішка матусі                                                  | Алла Бінцаровська                  | м. Тернопіль                            |
| 2                        | Диплом лауреата | Неохайний жук                                                   | Світлана Дідух-Романенко           | м. Бориспіль, Київська обл.             |
| 3                        | Диплом лауреата | Каштанчики                                                      | Аліса Латанська                    | м. Київ                                 |
| 4                        | Диплом лауреата | Сороконіжка                                                     | Катерина Глущенко                  | м. Лозова, Харківська обл.              |